# Jimmy Haslip

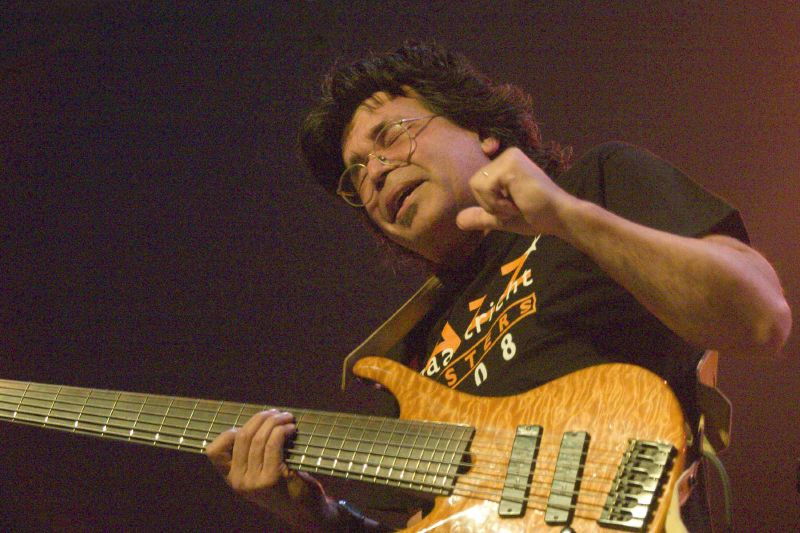
Jimmy Haslip in 2008

Jimmy Haslip (New York, 31 december 1951) is een Amerikaans bassist en platenproducer, die het meest bekend werd als medeoprichter van de fusiongroep Yellowjackets. Haslip speelde als kind trompet en andere blaasinstrumenten, en schakelde op dertienjarige leeftijd over op de elektrische basgitaar. Hij was een van de eersten die op een vijfsnarige elektrische bas speelde.
Tegenwoordig bespeelt hij meestal een custom zessnarige basgitaar. Opvallend daarbij is dat hij de snaren 'verkeerd om' heeft opgespannen, dat wil zeggen de laagste snaar zit beneden. Hij is een van de weinige bekende bassisten die een dergelijke bespanning hanteren.
In de jaren zeventig speelde Haslip enige tijd met Jaco Pastorius, voordat hij in 1977 samen met Robben Ford, Russell Ferrante en Ricky Lawson de band Yellowjackets oprichtte.
Haslip, een linkshandig speler, speelde naast in The Yellowjackets met artiesten als Bruce Hornsby, Rita Coolidge, Gino en Joe Vannelli, Tommy Bolin, Allan Holdsworth, Chaka Khan, Al Jarreau, Donald Fagen en Anita Baker.
Hij maakte daarnaast twee soloalbums: Arc en Red Heat.